# Гельминты

Самка и самец человеческой аскариды — паразита кишечника человека

Гельми́нты (в просторечии глисты́, от др.-греч. ἕλμινς — «паразитный червь», «глист») — общее название паразитических червей, обитающих в организме человека, других животных и растений, вызывающих гельминтозы.
По данным ВОЗ, каждый год приблизительно каждый второй человек на планете заражается одним из трёх основных видов гельминтов, что приводит к энтеробиозу (1,2 млрд чел.), анкилостомозу (900 млн) и трихоцефалёзу (до 700 млн).
К гельминтам относят представителей ленточных червей, или цестод, сосальщиков, или трематод (обе эти группы относятся к плоским червям) и круглых червей, или нематод.

## Пути циркуляции гельминтов в природе
Для сохранения вида все паразиты в процессе размножения покидают организм хозяина, переходя во внешнюю среду или организм нового хозяина. Круг возможных хозяев и механизм передачи паразита от одного хозяина другому (или от хозяина во внешнюю среду и далее) определяют пути циркуляции паразитов и вызываемые ими заболевания животных и человека.
Важную роль в понимании путей играет понятие переносчик:
- механический — например, членистоногие, в организме которых паразит не проходит цикла развития, а только перемещается на значительные расстояния (например, на лапках комнатной мухи);
- специфический (промежуточный хозяин) — в организме которых паразит развивается на одном из циклов, например, для эхинококка человек является промежуточным хозяином, а волк — окончательным.

По способу передачи:
- контактные (возбудитель проникает через неповреждённую кожу и слизистые, например, анкилостома);
- пищевые (заглатывание яиц или личинок, например, с водой);
  - отдельно выделяют аскариду, поскольку свежие яйца этого паразита не инвазивны (они созревают в почве около месяца, однако храниться в почве могут до 3 лет, перенося отрицательные температуры и ультрафиолет).

## Классический цикл развития аскариды
В кишечнике человека самка аскариды откладывает ежедневно до 240 000 яиц. Они покрыты тремя оболочками (наружная окрашена билирубином в цвет фекалий), очень устойчивы к внешним воздействиям. В почве при определённой температуре, влажности и доступе кислорода в яйце развивается личинка. Формирование её в яйце продолжается от 2 недель до нескольких месяцев (в зависимости от температуры окружающей среды). При попадании в кишечник человека зрелого яйца под действием пищеварительных соков личинка освобождается от оболочки и внедряется в кровеносные сосуды стенок кишечника. С током крови личинка начинает «путешествие» по кровеносной системе к различным органам тела, но активизируется только в капиллярах легочных альвеол (личинка — аэроб, но взрослые формы анаэробны). Личинка, питаясь кровью, растёт (до 3—4 мм) и поднимается в бронхи, вызывая кашель (через 4—5 дней после первичной инвазии). Через откашливание и сглатывание личинка со слизью опять попадает в кишечник, где и развивается во взрослую особь. Взрослая аскарида живёт в кишечнике до года, непрерывно откладывая яйца, выходящие с калом.
Вызываемые гельминтами заболевания носят название гельминтозов.
Представители круглых червей (нематод)
Длиной 20—40 см, самец несколько меньше самки и отличается от неё загнутым в виде крючка задним концом тела. Взрослые формы населяют тонкий кишечник, могут активно ползать, продолжительность их жизни — около года; личиночные формы поражают органы дыхания. Аскаридоз — заболевание, характеризующееся интоксикацией, часто острой непроходимостью кишечника, иногда требующей экстренного хирургического вмешательства.
Ещё один представитель нематод — власоглав. Длиной около 2—5 см. Особенность заболевания трихоцефалеза в том, что своим передним волосовидным концом он нарушает целостность стенки кишечника, питаясь преимущественно кровью хозяина. Поскольку червь колонизирует толстый кишечник, то в месте повреждения присоединяется вторичная инфекция, что может быть причиной развития аппендицита. В качестве характерных симптомов данного заболевания также отмечают интоксикацию и анемии.

## Размножение и развитие
Чаще всего — гермафродиты, но бывают и раздельнополые (нематоды).
Развитие гельминтов происходит в несколько стадий, в результате которых они меняют несколько хозяев (биогельминты) или развиваются без смены хозяев (геогельминты). Обычно незрелые яйца выделяются во внешнюю среду, где дозревают, попадают в промежуточного хозяина, образуют личинку, которая растёт и тем или иным путём попадает в основного хозяина, где и образует половозрелую особь. Некоторые виды могут сменить до четырёх хозяев. Созревание каждой стадии возможно только в подходящих организмах-носителях, так же как и половое размножение. То есть личинки гельминтов, имеющие хозяином копытных, при попадании в организм хищника или всеядного могут выжить и развиться во взрослую особь, но не отложат яиц. Гельминты имеют иммунологические отношения с организмом-хозяином, то есть зависят от иммунитета хозяина и сами влияют на него, в результате чего не могут жить или развиваться при другой иммунной среде.

## Профилактика гельминтозов
- Профилактика включает мытьё рук перед едой, тщательное мытьё овощей, фруктов и ягод, употребляемых в пищу в сыром виде, и термическую обработку пищи.
- Нельзя загрязнять фекалиями почву, воду.
- Пить лучше кипячёную воду.
- Необходимо защищать от мух пищевые продукты.
- При появлении подозрений о наличии глистов — обратиться к врачу.

## Профилактика
1. Обязательная термическая обработка сырой рыбы и мяса, употребляемых в пищу (или для корма домашних животных), особенно неизвестного происхождения (привозные суши, крабы, кальмары).
2. Желательно воздержаться от купания в загрязнённых пресных водоёмах, расположенных неподалёку от пастбищ, водопоев животных и прочего. Избегание шашлыков, барбекю и пикников в таких местах.
3. Регулярное обследование и своевременное лечение гельминтозов поможет избежать состояний, угрожающих здоровью и жизни.
4. Дегельминтизация домашних питомцев также снижает риски заражения.
5. Тщательная санитарная обработка детских предметов, комнат, площадок, а также уличных животных (дворовых кошек, собак).
6. Избегание контактов с дикими животными (правила предосторожности при походе в лес, во время охоты и рыбалки).
7. Уничтожение вредителей. Уничтожение насекомых-вредителей, разносящих яйца гельминтов и контактирующих с калом и/или заражёнными животными, — мух, тараканов, блох.
8. Борьба со сточными канализационными выбросами в небольших городках, с загрязнёнными водоёмами, со старыми свалками.
9. Тщательная санитарно-гигиеническая обработка рук, продуктов питания перед употреблением, мест проживания и работы (особенно для работников кулинарных цехов) и предметов кухонного обихода, а также туалетов.

## Лечение гельминтоза
В обычной поликлинике обращаться к терапевту или паразитологу (частные клиники).
Лечение гельминтозов — очень обширная область. Сюда входят самые различные нозологические единицы: аскаридоз и альвеококкоз, цистицеркоз и эхинококкоз, трихинеллёз и шистосомоз. В общей практике применяются препараты альбендазола (немазол), мебендазол (вермокса) — при цестодах, левамзола, пирантела, пиперазина, а также тиабендазола, ивермектина, авермектина — при нематодах и филляриотозах, празиквантела, диэтилкарбамазина, акрихтина — при трематодах. Для профилактики развития побочных эффектов данных препаратов: при развитии анемии и для её профилактики — метилурацил, лейкомакс, неопоген, лейкостим, викасол — для профилактики жкт-кровотечений и гнойно-септических осложнений, в связи с присутствием паразитов; витамины группы B (тиамин, цианокобакломин), при нарушении оттока желчи и печеночной функции: урсосан, холестирамин, метионин, колеспитол, колестирамин, слабительные средства, энтеросорбенты, пробиотики, противоаллергические, для профилактики аллергических реакций: супрастин, цетиризин, кетотифен (они же купируют ночной зуд и нарушения сна). При невозможности оперативного лечения определённую роль могут сыграть плазмаферрез и гемоперфузия (при развитии тяжелых токси-аллергических реакций). При гнойно-септических реакциях: противомикробные (тинидазол, орнидазол), тетрациклины (доксициклин), сульфаниламиды (сульфадимизин, сульфадиазин), линкозамиды (клиндамицин), макролиды (спирамицин, азитромицин) в комплексе со своевременным оперативным вмешательством и распознаванием гнойно-септического очага и гангренозно-некротического очага.
В тяжёлых случаях: препараты эфедрина (бронхолитин)/адреналин — в случае аллергических реакций: дексаметазона, бетаметазона, бекламетазона, (выбор препарата зависит от конкретной локализации паразитов и преимущественного симптомакомплекса: психоневрологический, аллергический, анемический, артралгический, астматический) и других кортикостероидов. Для профилактики метаболических нарушений: калия оротат, инсулин, апротинин, препараты тыквенного семени (фенасал), пирроксана.
Некоторые заболевания очень сложно дифференцируются, и их легко спутать с онкологическими патологиями (альвеококкоз), другие лечатся только хирургическим путём (эхинококкоз, альвеококкоз, некоторые цепни), третьи (тениоз) нельзя лечить таблетками, так как произойдёт заражение пациента тысячами личинок — цистицеркоз.
В лечении гельминтозов важную роль играет своевременное распознавание возбудителя. Важную роль отводят: тщательно собранному анамнезу об условиях проживания/работы пациента, контакт с дикими и домашними животными, указание на наличие анемии, ночного зуда и других аллергических реакций (в том числе и бронхиальной астмы в моменты миграции и размножения паразитов), психоневрологических (в случае пернициозной анемии и фолликулярного миелоза при дифиллобриотозе, серповидноклеточной: при тениозе, тениархозе), метаболических (особенно при хронических цестодозах и трематодозах гепато-билиарной зоны и поджелудочной железы, при эхинококкозе и описторхозе этого органа может возникнуть сахарный диабет) и эндокринных нарушений (эпидемический зоб, метаболический синдром).
Глистную инвазию довольно часто дифференцируют с другими причинами данных заболеваний.

### Примеры препаратов и спектр их антигельминтного действия
В зависимости от вида гельминтов препараты могут быть разными:
1. Препараты, содержащие Мебендазол, — применяют при энтеробиозе, аскаридозе, анкилостомозе, стронгилоидозе, трихоцефалезе, трихинеллёзе, тениозе, эхинококкозе, множественных нематодах, альвеококкозе, капилляриозе, гнатостомозе, смешанных гельминтозах.
2. Препараты, содержащие Диэтилкарбамазин, — средства для лечения различных видов филяриатозов, в том числе с поражением лимфатической системы, подкожной клетчатки и тканей глаза.
3. Препараты, содержащие Левамизол, — применяют при аскаридозе, анкилостомозе, некаторозе, стронгилоидозе, трихостронгилёзе, трихоцефалёзе, энтеробиозе, токсоплазмозе.
4. Бефения гидроксинафтоат — против круглых червей (нематод) — при аскаридозе, анкилостомозе, трихостронгилёзе; трихоцефалёзе.
5. Пиперазина адипинат (не убивает аскарид, а парализует их) — эффективен при аскаридозе и энтеробиозе.
6. Препараты, содержащие Албендазол, — наиболее эффективны при цистицеркозе и эхинококкозе.
7. Препараты, содержащие Празиквантел, — наиболее эффективны при трематодозах, цестодозах, парагонимозе и шистосомозе.

В любом случае следует обращаться к врачу для назначения лечения. Перед употреблением того или иного средства обязательно ознакомьтесь с противопоказаниями!

## Связь с иммунной системой
По результатам некоторых исследований, наличие в организме человека гельминтов способствует развитию иммунной системы. Это объясняется распространённостью гельминтов у предков современного человека, в результате чего в его эволюции шло приспособление к их наличию. В соответствии с этой гипотезой, побочным эффектом дегельминтизации в XX веке стал резкий рост заболеваемости экземой и другими аллергиями.

## Ссылка
- Книпович Н. М. Глисты // Энциклопедический словарь Брокгауза и Ефрона : в 86 т. (82 т. и 4 доп.). — СПб., 1890—1907.